# Adas Juškevičius
Adas Juškevičius (Kaunas, 3 de enero de 1989) es un baloncestista lituano que actualmente juega en el BC Wolves de la LKL lituana. Con 1,93 metros de estatura, juega en la posición de base.

## Trayectoria deportiva
Procedente de la cantera del Žalgiris Kaunas, comenzó su andadura profesional en 2005, pero durante siete años estuvo siendo cedido a otros equipos, como el filial, el BC Žalgiris-2, el LSU-Baltai o el KK Prienai. en 2012, el entrenador Joan Plaza lo recupera para el Zalgiris, promediando esa temporada 5,3 puntos y 1,8 rebotes por partido.
En 2013 fichó por el Eisbären Bremerhaven de la Basketball Bundesliga, donde sus estadísticas mejoraron hasta los 9,7 puntos, 3,2 rebotes y 2,8 asistencias por partido. Al año siguiente regresó a su país para fichar por el BC Lietuvos Rytas, equipo en el que ha jugado las dos últimas temporadas.
En noviembre de 2016 fichó por el Basket Zaragoza 2002 hasta final de temporada, con opción de corte tras dos meses.

### Selección nacional
Participó en su etapa juvenil en los Campeonatos de Europa sub-20 con la selección nacional de Lituania, y con la selección absoluta disputó el Mundial de España 2014, donde promedió 8,2 puntos y 1,6 asistencias en nueve partidos. En la actualidad forma parte de la selección absoluta que competirá en los Juegos Olímpicos de Río de Janeiro 2016.